# Pambolus curvicaudis
Pambolus curvicaudis är en stekelart som beskrevs av Sergey A. Belokobylskij 1986. Pambolus curvicaudis ingår i släktet Pambolus och familjen bracksteklar. Inga underarter finns listade i Catalogue of Life.